# Eta Harich-Schneider
Eta Harich-Schneider   (Oranienburg, 16 de novembre de 1894 - Viena i Garching bei München, 10 de gener de 1986) va ser una clavecinista, musicòloga, japonesista i escriptora alemanya.

## Biografia
Nascuda a Oranienburg, Harich-Schneider havia donat com a any de naixement el de 1897, mentre que la seva làpida sepulcral, a Viena-Hietzing, hi consta el de 1894.
Harich-Schneider es va graduar a l'escola secundària el 1915 i, per escapar de la família, es va llançar a un matrimoni irreflexiu amb l'escriptor Walther Harich el mateix any, però se'n va divorciar el 1922. Harich-Schneider va criar tota sola les seves filles Lili i Susanne. Des de principis dels anys vint, Eva Rechel-Mertens (la traductora de Proust) i Alfred Henschke –Klabund– es trobaven entre els seus amics. Va estudiar piano a Berlín amb Conrad Ansorge. Quan ja era una pianista consolidada, va fer classes amb Wilhelm Klatte (1870-1930). El 1924 va debutar a la primera representació de Paul Hindemith, Suite 1922, a la Sing-Akademie zu Berlin. No va ser fins al 1927 que finalment es va traslladar de Frankfurt (Oder) a Berlín. Des del 1929 va estudiar clavicèmbal amb Günther Ramin a Leipzig i després. fins a 1935. amb Wanda Landowska a París, en cursos d'estiu. El 1930 va actuar públicament per primera vegada com a clavecinista a Berlín.
El 1930 va fundar una sèrie de concerts quinzenals de col·legi per a música antiga i va començar a estudiar fonts a la Staatsbibliothek zu Berlin, que va portar al seu llibre posterior Die Kunst des Cembalo-Spiels. Del 1932 al 1940 va ser professora i cap de la classe de clavecí a la Hochschule für Musik de Berlín, on també va ensenyar estilística i música de cambra.
El 1940 fou alliberada (com a antifeixista catòlica) en relació amb conflictes de motivació política. El 1941, Eta Harich-Schneider va aprofitar una invitació per anar a Tòquio per tal d'escapar del poder nazi. Allà va viure en una suite a l'edifici de l'ambaixada gràcies a les seves bones relacions amb l'ambaixador alemany Eugen Ott. Al Japó va fer concerts i va ensenyar, i al cap d'un temps, va començar a estudiar llengua, escriptura i música japonesa.
Durant aquest temps va tenir una relació amorosa amb Richard Sorge, que vivia a Tòquio com a corresponsal del Frankfurter Tageblatt i més tard es va conèixer com el «mestre espia». Coneixia en part les seves activitats i també l'ajudava en algunes qüestions relacionades amb la seva recollida d'informació.
Després de la guerra, va ensenyar a Tòquio tant al Col·legi de l'Exèrcit dels Estats Units com al Departament de Música de la Cort de la Casa Imperial del Japó (1947 a 1949). Va publicar dues obres sobre música japonesa. El 1949 va anar a Nova York, on va estudiar japonès a la Universitat de Colúmbia i sociologia a The New School for Social Research. Va rebre un premi per la seva tesi de màster «Les relacions dels elements estrangers i nadius en el desenvolupament de la música japonesa: un cas pràctic». L'any 1955, va ser becària de Guggenheim i va ensenyar clavicèmbal a la Hochschule für Musik de Viena fins al 1972. El 1968 també va rebre la Creu del Mèrit austríaca per la ciència i l'art. Al Japó, va rebre l'Orde de la Preciosa Corona de la Casa Imperial Japonesa el 1977.
Entre els seus estudiants de clavicèmbal i clavicordi hi havia Carla Henius, René Clemencic i Christiane Jaccottet.
Harich-Schneider va morir a Viena el 1986 a l'edat de 88 anys. La seva filla Lili Harich (1916–1960) era una soprano i la seva filla petita, Susanne Kerckhoff, (1918–1950) era escriptora.

## Obra
Eta Harich-Schneider va escriure llibres sobre la tècnica de tocar el clavicèmbal i sobre la música japonesa. Ha realitzat enregistraments de música barroca, com ara les variacions Goldberg BWV 988 de Johann Sebastian Bach, el 1973, i les invencions en dues i tres parts BWV 772-786 i 787-801, a més de gravacions de música oriental asiàtica.
Durant la seva estada a Berlín va elevar la reproducció de la música antiga a un nou nivell: «Algú hauria volgut deixar que els aficionats gaudissin de la interpretació sense pretensions de la música redescoberta dels segles anteriors, però van imposar els seus punts de vista simplistes als músics professionals amb fanatisme gairebé religiós».
Des de 1941, Eta Harich-Schneider també ha traduït obres literàries de diversos idiomes a l'alemany, especialment de l'anglès, com ara els sonets de Shakespeare.
A la seva autobiografia Charaktere und Katastrophen, informa dels seus esforços per utilitzar mitjans constitucionals per resistir la creixent influència dels funcionaris i músics d'orientació nazi a la Hochschule für Musik de Berlín fins al 1941. A més, el llibre també ofereix un retrat matisat de la situació que envoltava els alemanys al Japó des de 1941 fins després de 1945, sense deixar de banda l'error humà, la intriga i els seguidors tàctics. També informa de la situació de la població japonesa durant la guerra, amb les incursions aèries, per exemple.
Però fins i tot a la Universitat de Berlín només va tenir èxit parcial a la dècada de 1930; al final, com a catòlica d'orientació antifeixista, la van apartar de les intrigues que descriu detalladament a la seva autobiografia. Després de la guerra va ser una de les principals autoritats de la música japonesa, amb contactes estrets amb la casa imperial japonesa.

## Publicacions
- Die Kunst des Cembalo-Spiels, presentat i explicat segons les fonts disponibles, 4a edició, Bärenreiter Verlag, Kassel, 1979 (primera el 1939)
- The harpsichord: an introduction to technique, style and the historical sources, 2nd edition, Kassel, Bärenreiter, 1973
- Charaktere und Katastrophen, Ullstein Verlag 1978 (Memories)
- A History of Japanese Music.[9] Oxford University Press 1973
- Musikalische Impressionen aus Japan 1941–1957, Iudicium Verlag 2006
- Zärtliche Welt – François Couperin und seine Zeit, 1939
- Traductor i editor de Tomás de Santa Maria Wie mit aller Vollkommenheit und Meisterschaft das Klavichord zu spielen sei (primer 1565), Leipzig, Kistner i Siegel, 1937, 2a edició 1986 («Gràcia i art en tocar el clavicordi»), també amb traducció de Fray.
- Shakespeare Sonette in deutscher Sprache von Eta Harich-Schneider, Pekinger Pappelinsel 1944
- The Rhythmical Patterns in Gagaku and Bugaku (Leiden 1954, Brill)[3]
- «Regional Folk Songs and Itinerant Minstrels in Japan», Journal of the American Musicological Society, Nr. 10, 1957, S. 132 f.
- «The Last Remnants of a Mendicant Musicians Guild: The Goze in Northern Honshu (Japan).» Revista del International Folk Music Council, 1959/11, pàgines 56-59.